# Вільярехо-де-Сальванес
Вільярехо-де-Сальванес (ісп. Villarejo de Salvanés) — муніципалітет в Іспанії, у складі автономної спільноти Мадрид. Населення — 7394 особи (2010).
Муніципалітет розташований на відстані близько 45 км на південний схід від Мадрида.
На території муніципалітету розташовані такі населені пункти: (дані про населення за 2010 рік)
- Вільярехо-де-Сальванес: 7328 осіб
- Лас-Уертас-де-Вільярехо: 59 осіб
- Ла-Варга: 7 осіб
- Вега-Корбера: 0 осіб
- Буена-Месон: 0 осіб

## Демографія
Динаміка населення (INE ):